# Huawei MediaPad 10 FHD
 (août 2014).
La Huawei MediaPad 10 FHD est une tablette tactile de 10,1 pouces de la société chinoise de Shenzhen Huawei, sortie en 2012.
Les avantages annoncés :
- SoC ARM Cortex A9 HiSilicon K3v2, quad-cœur à 1,2 GHz, 16 cœurs graphiques.
- écran 10,1 pouces 16:10 de 1 920 × 1 200 FullHD en technologie IPS capacitif multitouche
- boitier fin (257,4 × 175,9 × 8,8 mm).
- haut-parleurs doubles canaux avec son Dolby surround
- caméra 8 Mpx avec flash à l'arrière et 1,3 Mpx à l'avant
- réseau LTE 150 Mbit/s
- technologie Audiance earSmart™ de réduction de bruit ambiant.
- batterie Li-Poly 6 600 mAh.